# Ассоциация авиационных экспериментов
Aerial Experiment Association — общество, созданное изобретателем телефона Александром Беллом для проведения опытов с летательными аппаратами и создания воздушного транспорта.

## История

### Предпосылки
Александр Белл внимательно следил за стремлением ученых 1890-х годов создать полноценный летательный аппарат. Он состоял в переписке с Сэмюелем Лэнгли (Samuel P. Langley), который уже в 1891 году писал в вестнике Смитсоновского Института (Smithsonian Contributions to Knowledge) о своих экспериментах в сфере аэродинамики о том, что передвижение тяжелых тел по воздуху с большой скоростью не только возможно, но и вполне достижимо с имеющимися на тот момент механизмами.
Александр Белл следил за опытами Отто Лилиенталя, братьев Райт, Лоуренса Харгрейва и других конструкторов, желающих создать управляемые летательные аппараты.
Сам он так же пытался ставить аэродинамические эксперименты. Первое время Александр Белл решил не рисковать, и не стремился делать пилотируемые аэропланы, а начать решил с воздушных змеев. Так появились тетраэдрические конструкции, которые пригодились и для постройки воздушных змеев, и для постройки зданий.
В ходе этой работы Александр Белл запатентовал следующие устройства:
1. US Patent № 757,012. A.G. Bell. Aerial Vehicle. Patented Apr 12, 1904.
2. US Patent № 770,626. A.G. Bell. Aerial Vehicle or Other Structure. Patented Sept. 20, 1904.
3. US Patent № 856,838. A.G. Bell & H.P. McNeil. Connection Device for the Frames of Aerial Vehicles and Other Structures.. Patented June 11, 1907.

### Основание
Наблюдая интерес своего мужа к опытам с полетами, его жена Мейбел Хаббард решила поддержать его начинание и сделать его безопасным и упорядоченным. Для этого она выделила из своего бюджета 20 000 долларов, которые получила от продажи недвижимости неподалеку от Вашингтона.
Александр Белл был уже не молод и не мог самостоятельно испытывать аэропланы. Ему требовались помощники. Первым стал лейтенант Томас Сэлфридж (Thomas E. Selfridge), выпускник военной академии Вест Поинт (West Point), которого военное ведомство направило наблюдателем за опытами Александра Белла (по его настойчивой просьбе). Вторым стал Гленн Кёртисс (Glenn Curtis), победитель мотогонок и гениальный механик, у которого Александр заказывал двигатели для своих аппаратов. Третьим стал Дуглас Маккёрди (Douglas McCurdy) и он привел с собой университетского приятеля, Кейси Болдвина (Frederick Walker "Casey" Baldwin), внука канадского премьера.
1 октября 1907 года все сотрудники приехали в Галифакс, чтобы подписать учредительные документы в присутствии американского консула. После этого в поместье Беин Бреа (Beinn Bhreagh) началась постройка аэропланов.

### Деятельность

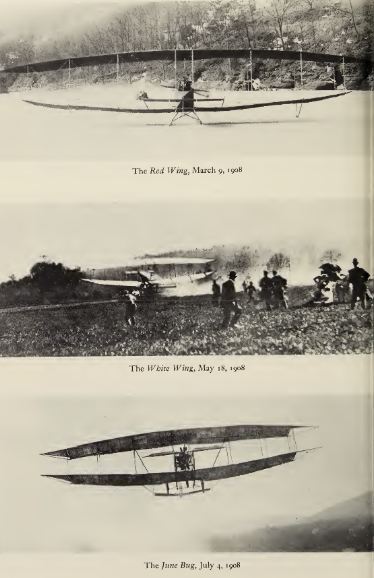
Аэропланы Белла. 1908

В 1907 году Американский аэроклуб и журнал «Сайнтифик Американ» (Aero Club of America and Scientific American) учредил приз за достижения в авиации. Первым его бы получил тот авиатор, который бы преодолел дистанцию в один километр, и вся деятельность Ассоциации была направлена на достижение этого показателя. Компания Белла соорудила аэроплан «Июньский жук» (June Bug), который временами даже не поднимался в воздух. Пришлось ему мазать крылья парафином для улучшения аэродинамических показателей. В июне 1908 года он пролетел по воздуху 900 метров, 4 июля 1908 года он совершил свой полет, в ходе которого преодолел 1634 метров и провел в воздухе 1 минуту и 40 секунд. Гленн Кёртисс пилотировал этот аппарат перед жителями Нью-Йорка, и заслужил бурные овации. Ассоциация авиационных экспериментов удостоилась приза "Сайнтифик Американ".
Братья Райт написали Глену Кёртису, что всегда делились своими разработками с Ассоциацией Белла, и он использовал их устройство для управления аэропланом, но сделал это без их уведомления, и не сообщив об этом никому.
17 сентября 1908 года Томас Сэлфридж принял участие в полете Орвила Райта в качестве пассажира, и этот этот полет закончился крушением. Орвил был серьезно искалечен, а Томас умер от полученных травм.
На тот момент у Ассоциации заканчивались деньги, и Мэйбел пожертвовала еще 10 тысяч долларов на 6 месяцев полетов. Последний аэроплан Александра Белла, «Серебряный Дротик» (Silver Dart) летал уже по 12 миль в марте 1909 года.
В ходе работы Ассоциации были разработаны следующие устройства, запатентованные в США:
1. US Patent № 1,010,842. F.W. Baldwin. Flying Machine. Patented Dec. 5, 1911.
2. US Patent № 1,011,106. A.G. Bell, F.W. Baldwin, J.A.D. McCurdy, G.H. Curtiss & T.E. Selfridge. Flying Machine. Patented Dec. 5, 1911.
3. US Patent № 1,050,601. A.G. Bell. Flying Machine. Patented Jan. 14, 1913.

### Завершение работы
31 марта 1909 года состоялось последнее заседание Ассоциации авиационных экспериментов.

### Наследие и влияние на научно-технический прогресс
Потом Гленн Кёртисс серьезно занялся авиационным бизнесом, и в начале своей карьеры стал заимствовать патенты Белла. Александр уже не собирался тратить время на суды в свои преклонные годы, и договорился о продаже патентов Ассоциации авиационных экспериментов компании Кёртиса за 5900 долларов и акций компании Кёртиса на сумму 50 тысяч долларов в 1917 году.
Дуглас Маккёрди впоследствии занимал высокие посты в авиации Великобритании (Assistant Director General of Aircraft Production).